# 茨城県道302号結城停車場線

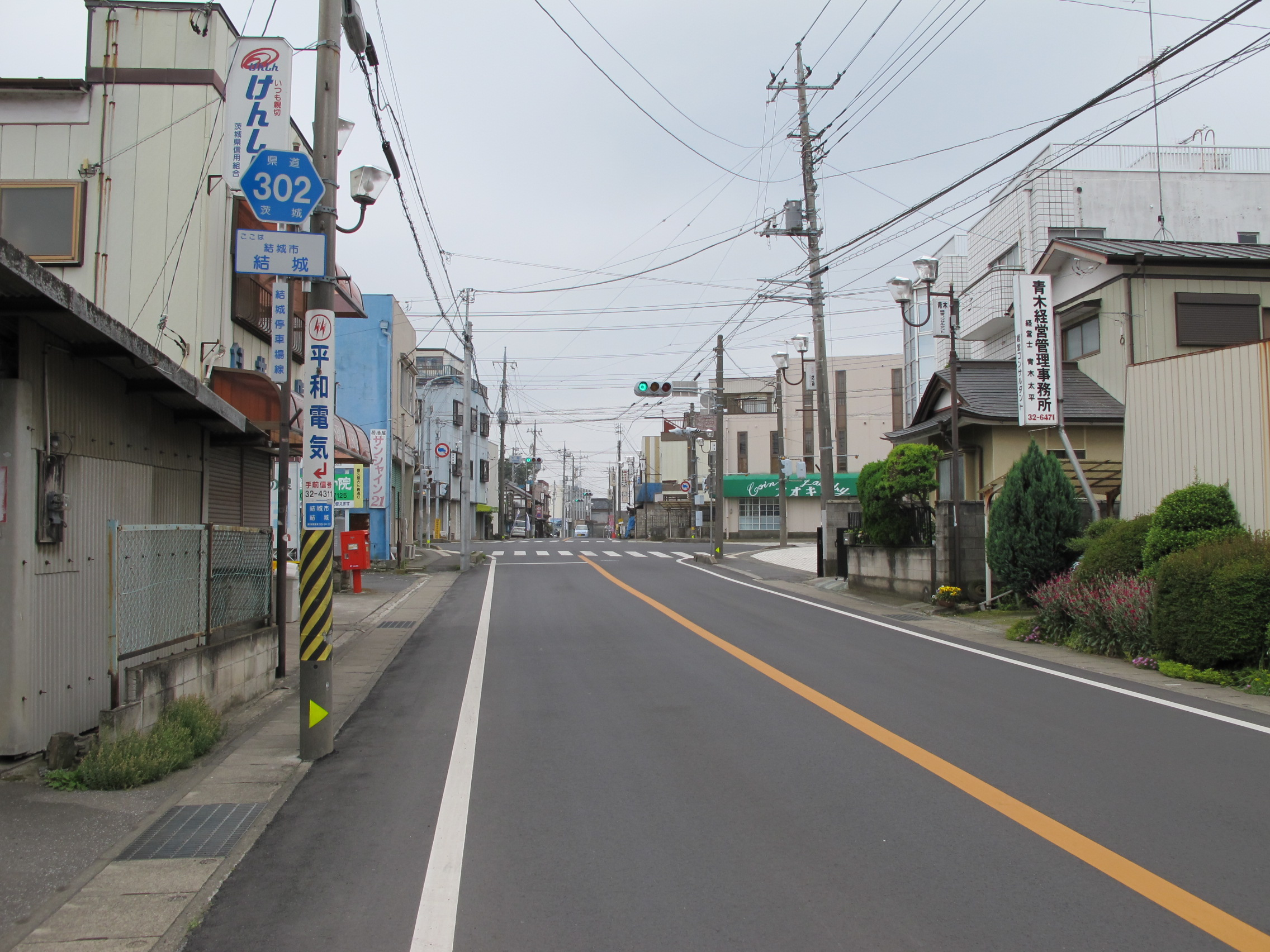
結城市結城（2012年6月）
県道標識の位置は県道32号上にあり、実際の県道302号は写真の大町交差点（終点）より先である。

茨城県道302号結城停車場線（いばらきけんどう302ごう ゆうきていしゃじょうせん）は、茨城県結城市内を通る県道で、東日本旅客鉄道（JR東日本）水戸線結城駅と接続するための道路である。

## 概要
JR結城駅北口ロータリー前を起点に駅前通りを北に進み、大町交差点まで南北に結ぶ、延長約600m程の路線。起点より50メートル (m) ほどにある結城駅北交差点で、茨城県道20号結城坂東線と接続する。都市計画道路名は、「下館・結城都市計画道路 3・4・16号 結城停車場線」であり、駅前より幅員18 mの街路として順次改良が進められている。

### 路線データ
- 起点：結城市大字結城字湿辺7518番10地先（結城駅北口）[1]
- 終点：結城市結城（栃木県道・茨城県道264号小山結城線交点）[2]
- 総延長：627 m[3]
- 重用延長：18 m[3]
- 未供用延長：なし[3]
- 実延長：609 m[3]
- 自動車交通不能区間延長[注釈 1]：なし[3]

## 歴史
1959年（昭和34年）10月14日、新たな県道として結城市結城町結城停車場を起点とし、二級国道前橋水戸線交点（旧国道50号）を終点とする区間を本路線として茨城県が県道路線認定した。1995年（平成7年）に整理番号302に変更されて現在に至る。

### 年表
- 1889年（明治22年）1月16日：結城駅が開業する。
- 1920年（大正9年）4月1日：現在の路線の前身である結城停車場線が路線認定される。[4]
- 1959年（昭和34年）10月14日
  - 現在の路線が路線認定される[5]。
  - 道路の区域は、結城市大字結城の結城停車場（結城駅）から結城市大字結城の二級国道前橋水戸線（旧国道50号。現在は県道小山結城線にあたる）交点までと決定された[2]。
- 1995年（平成7年）3月30日：整理番号141から現在の番号（整理番号302）に変更される[6]。
- 1997年（平成9年）12月11日：結城市大字地結城内の一部で、電線共同溝を整備すべき道路に指定される[7]。
- 2001年（平成13年）1月15日：起点付近の現道拡幅と一部区域除外により、路線長が18m短縮される[1]。
- 2004年（平成16年）10月28日：結城市大字結城の一部区間（結城駅北交差点より約200m）を、電線共同溝を整備すべき道路に追加指定[8]。
- 2009年（平成21年）8月17日：結城市大字結城の一部区間（結城駅北交差点より約200m）の街路拡幅整備がなされ供用開始[9]。

## 地理
地勢は、常総台地の台地塊のひとつである結城台地上に道路が位置する。道路は平坦で線形も良く、結城駅北口の沿線には、城下町の歴史的街並が残る住宅や商店が両側に軒を連ねる。

### 通過する自治体
- 茨城県
  - 結城市

### 交差する道路
- 茨城県道・千葉県道17号結城野田線

### 沿線
- JR 結城駅
- 結城市駅前分庁舎
- 結城市民情報センター・ゆうき図書館

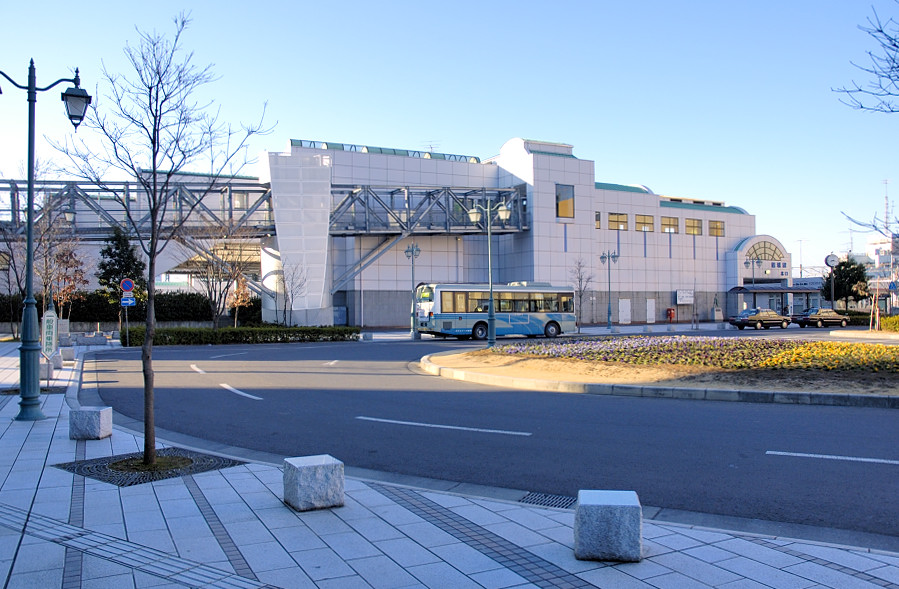
結城駅北口
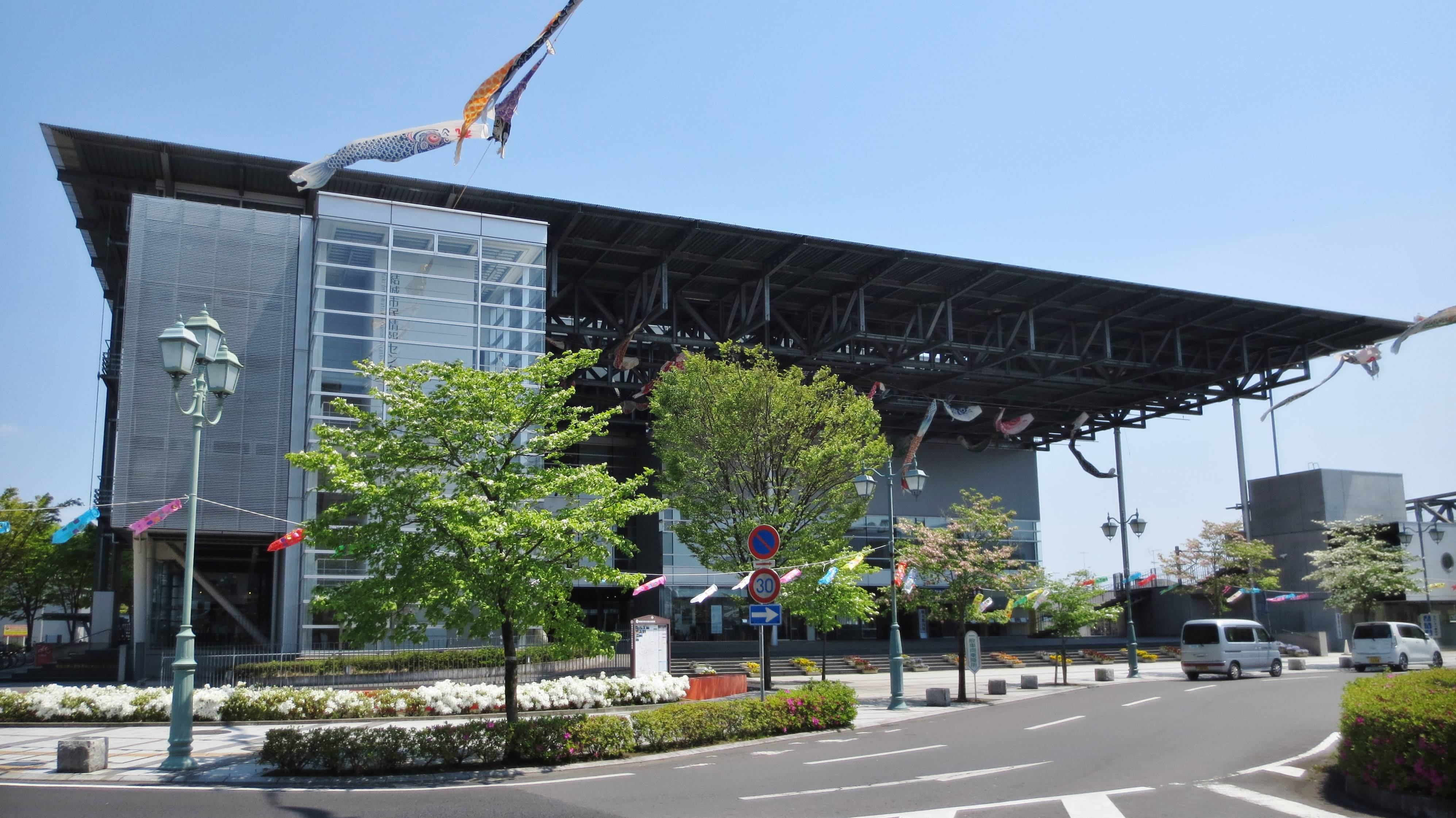
結城市民情報センター